# بری آتسما
بری آتسما (به انگلیسی: Barry Atsma) (زاده ۲۹ دسامبر ۱۹۷۲) بازیگر هلندی است.
از فیلم‌های معروف او می‌توان به بازی در فیلم محافظ مزدور اشاره کرد.